# Kennett
Kennett è una città e capoluogo della contea di Dunklin, Missouri, Stati Uniti. La città si trova nell'angolo sud-orientale (o "Bootheel") del Missouri, a 4 miglia (6,4 km) ad est dell'Arkansas e 20 miglia (32 km) dal fiume Mississippi. Aveva una popolazione di 10 932 abitanti secondo il censimento del 2010. È la più grande città del Bootheel, un'area prevalentemente agricola.

## Geografia fisica
Secondo lo United States Census Bureau, ha un'area totale di 6,96 mi² (18,03 km²).

## Società

### Evoluzione demografica
Secondo il censimento del 2010, la popolazione era di 10 932 abitanti.

### Etnie e minoranze straniere
Secondo il censimento del 2010, la composizione etnica della città era formata dall'80,1% di bianchi, il 16,2% di afroamericani, lo 0,2% di nativi americani, lo 0,6% di asiatici, lo 0,1% di oceaniani, l'1,3% di altre razze, e l'1,7% di due o più etnie. Ispanici o latinos di qualunque razza erano il 3,5% della popolazione.